# ألبيزيا زهرة الحرير
ألبيزيا زهرة الحرير أو ألبيزية الحرير أو سَنْط اسطنبول أو شجرة الحرير شجرة تنتمي إلى جنس الألبيزيا من الفصيلة البقولية. موطنها الأصلي جنوب وشرق آسيا من إيران إلى الصين وكوريا.